# Паланзький ботанічний парк
Паланзький ботанічний парк (лит. Palangos botanikos parkas) — ботанічний парк у місті Паланга (Литва), на території якого розташований Паланзький музей бурштину. 

## Історія
1897 року граф Фелікс Тишкевич заснував парк навколо свого палацу, який побудував того ж року в стилі неоренесансу архітектор Франц Генріх Швехтен. Парк спроєктував відомий французький ландшафтний архітектор і ботанік Едуард Франсуа Андре (1840-1911), який провів три літа в Паланзі разом зі своїм сином Рене Едуардом Андре (1867-1942), який керував створенням парку. У роботі також брав участь бельгійський садівник Бюйссе де Кулон.
Експерти припускають, що засновники парку посадили близько 500 різних видів дерев і чагарників. Дерева були привезені в Палангу з Берліна, Кенінгсберга та інших європейських ботанічних садів.
1935 року був створений новий проєкт північно-східній частині парку.
14 травня 1960 року було ухвалено рішення про створення Паланзького ботанічного парку.
1963 року опубліковано список 24 пам'яток Литви республіканського значення, до списку ввійшов і Паланзький ботанічний парк.

## Загальний опис
Площа ботанічного парку — 101,3 га. З них ліс — 60 га, луки — 24,5 га, квітники — 0,5 га, водойми — 1,16 га. Піщані дюни тягнуться на 1,5 км. У парку знаходяться 8 будівель, 7 скульптур і ряд інших архітектурних об'єктів. Тут представлено близько 250 видів рослин з інших країн та 370 місцевих видів. 24 з них включені в список видів, що знаходяться під загрозою зникнення в Литві (дані за 1992 рік). 
Природною основою парку є релікти давніх соснових лісів. Ялини і чорні вільхи ростуть в вологіших місцях. Доріжки і квадрати з квітковими композиціями ефектно розташовані серед дерев. Контраст підкреслює правильна форма палацу: північна сторона відкривається на чудову терасу і сходи, що ведуть в парк. Квіти та фонтан ще більше посилюють ефект. Південна сторона палацу оточена овальним садом троянд, який з'єднується з терасами палацу сходами.

## Галерея

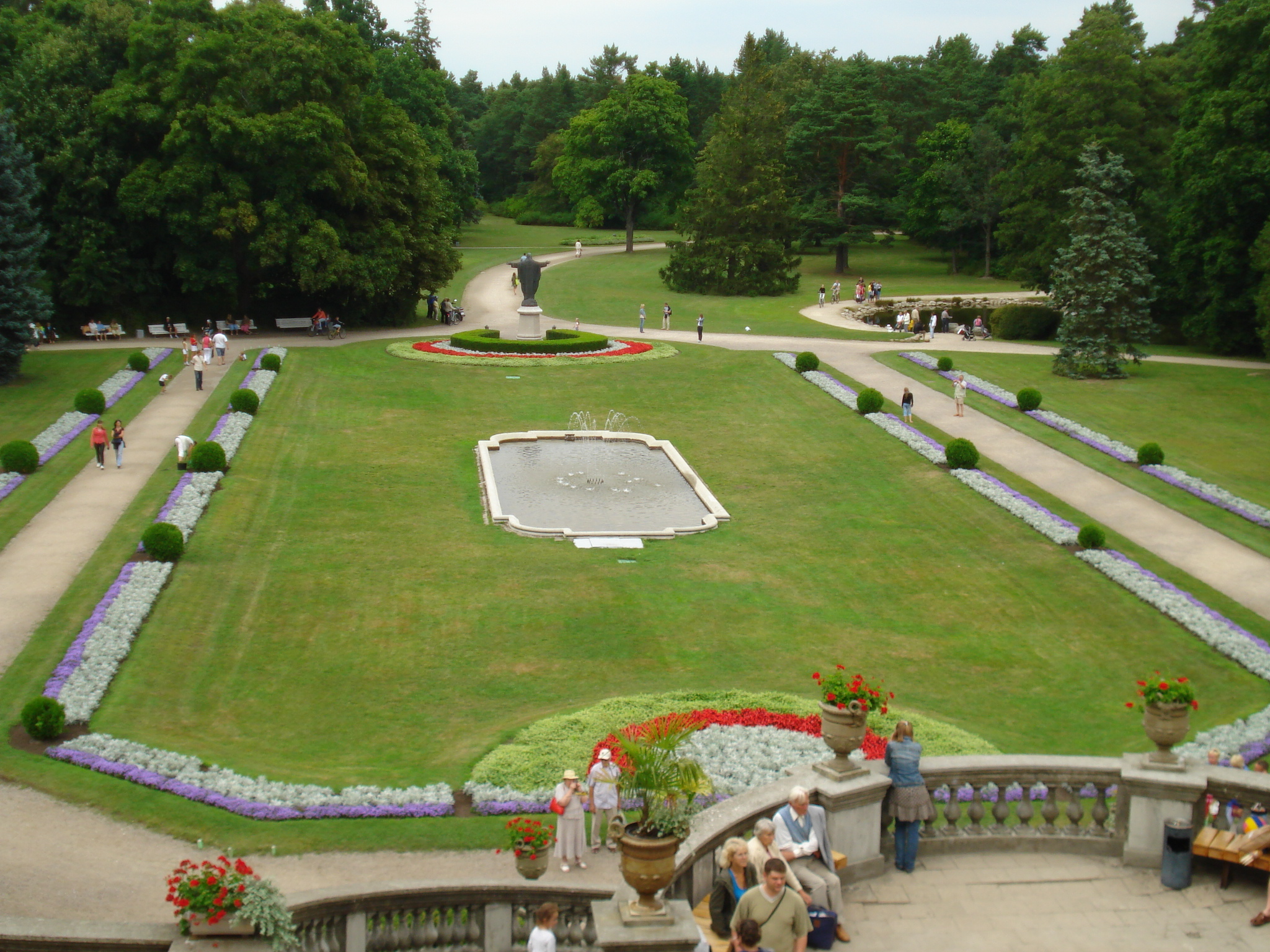
Вид на парк з палацу Тишкевичів
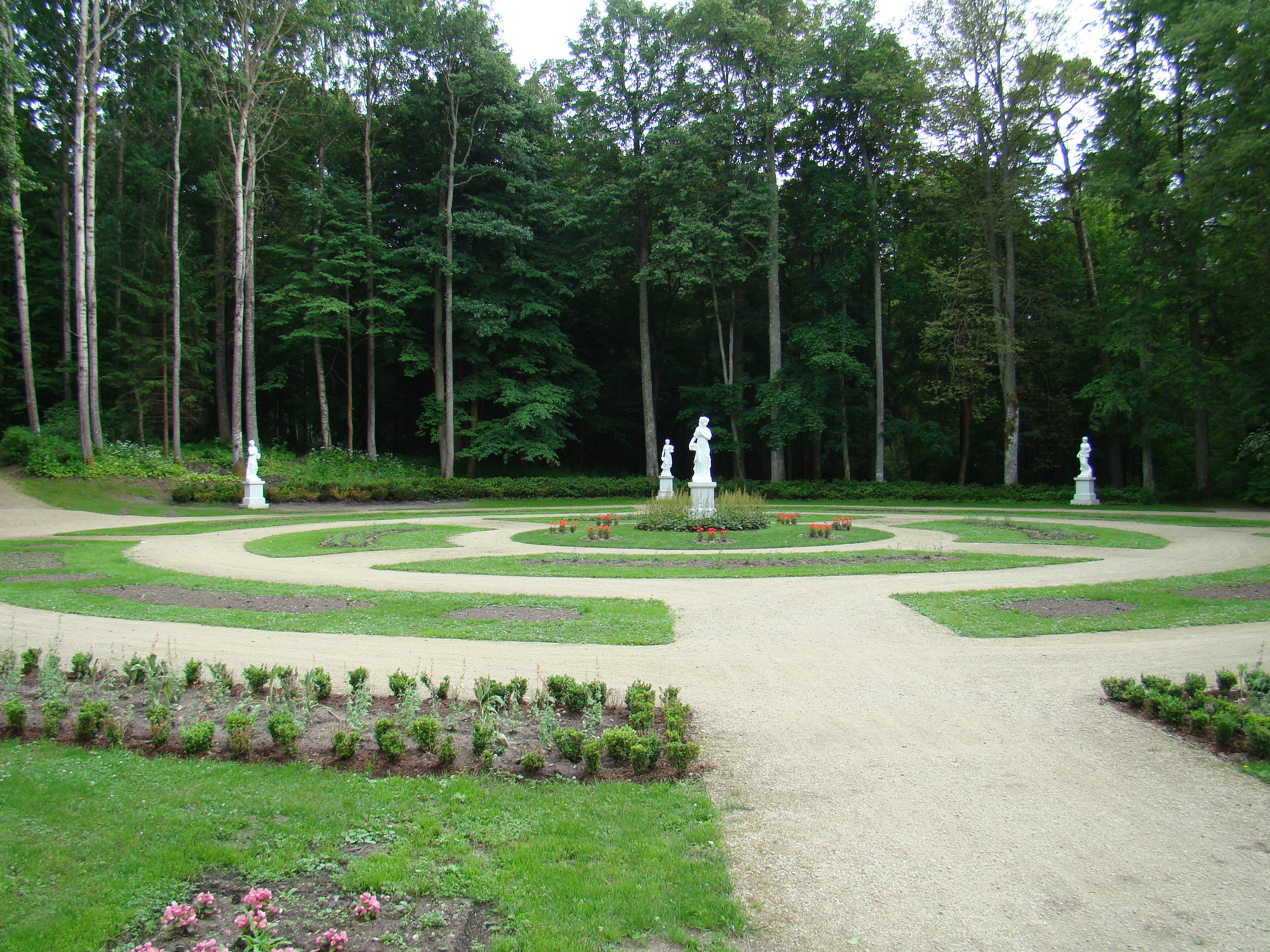
Малий партер парку
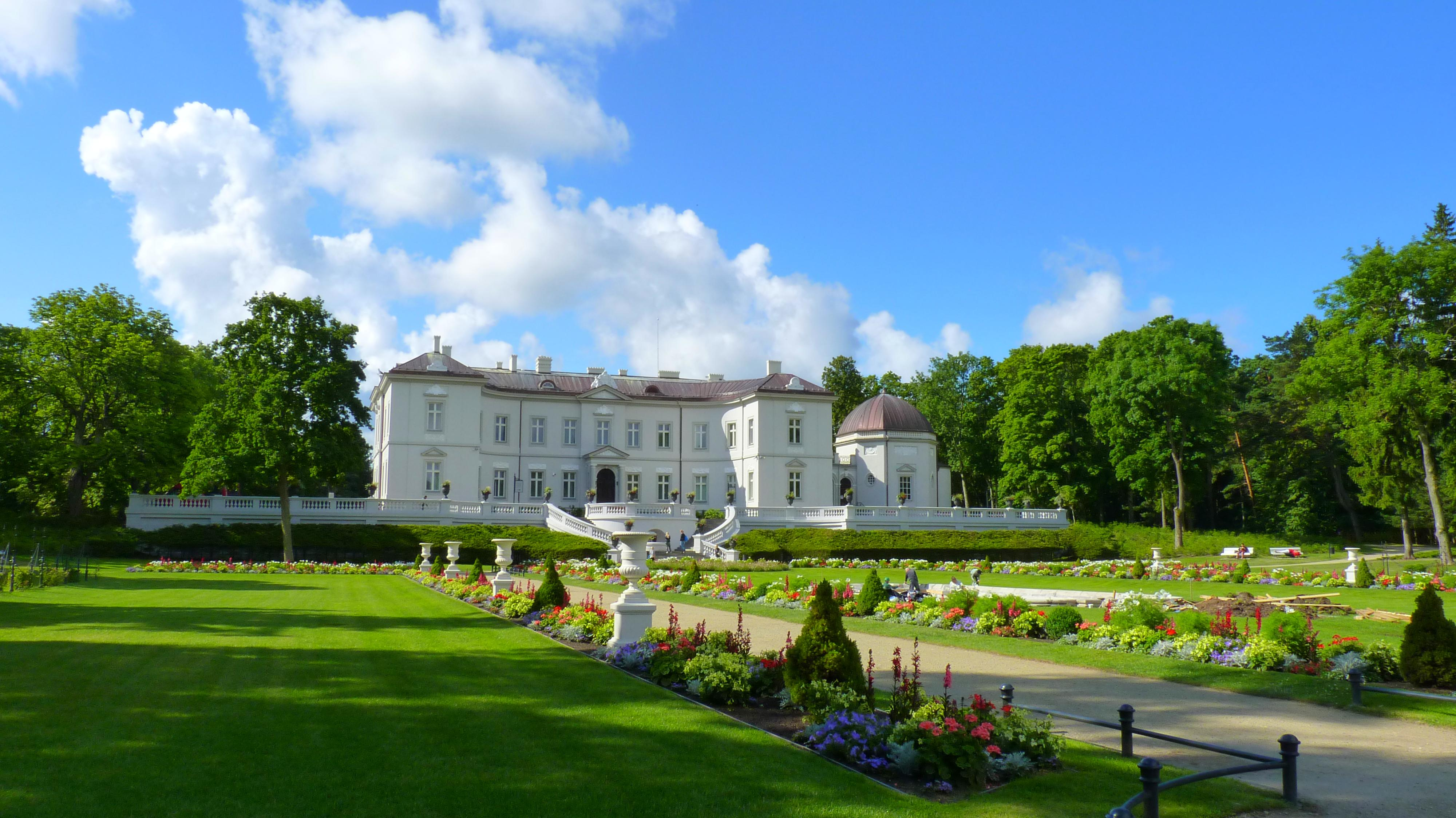
Паланзький музей бурштину, колишній палац Тишкевичів
Егле – королева вужів, скульптор Робертас Антінісом
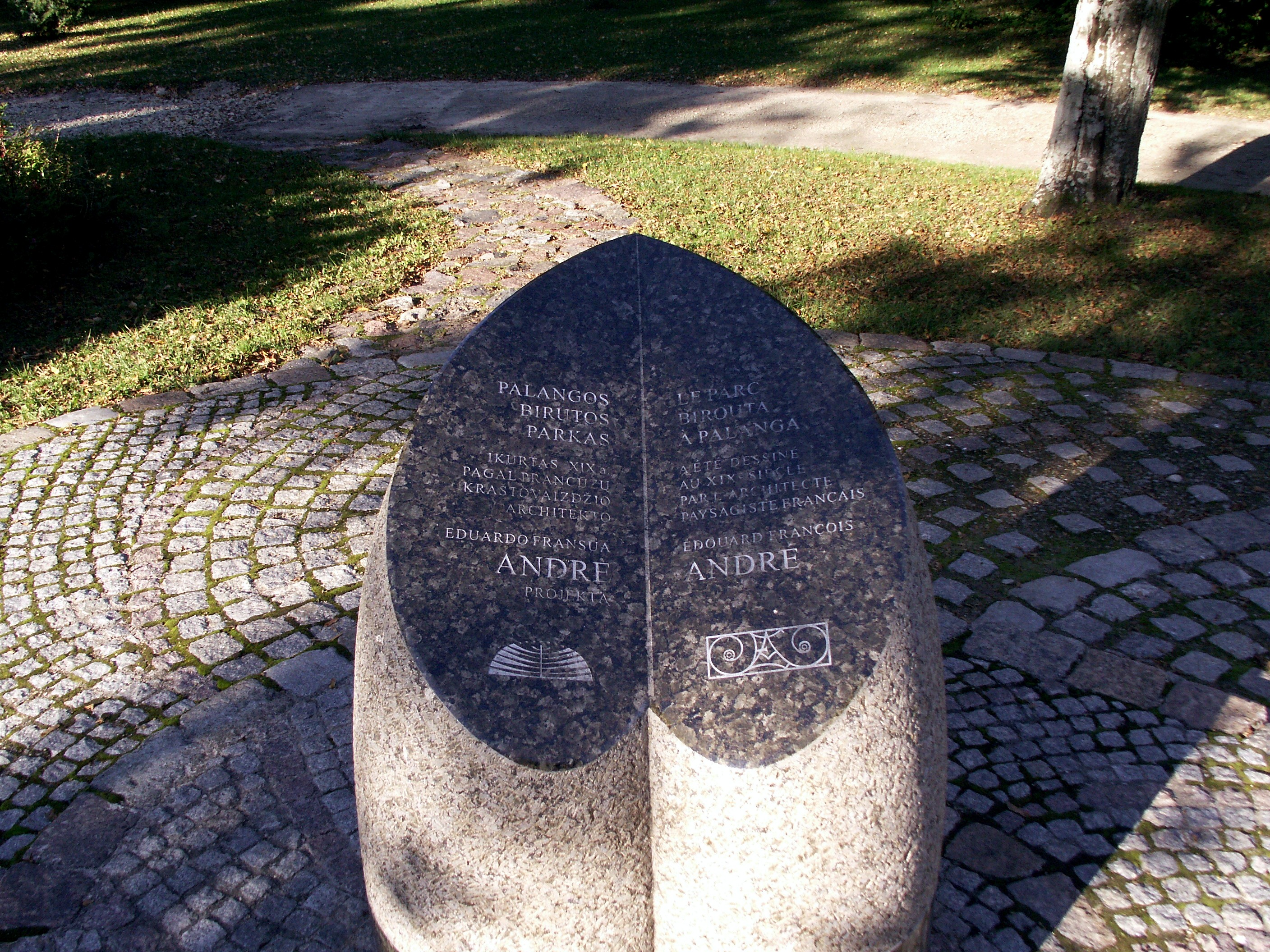
Меморіальний камінь на честь Едуарда Андре
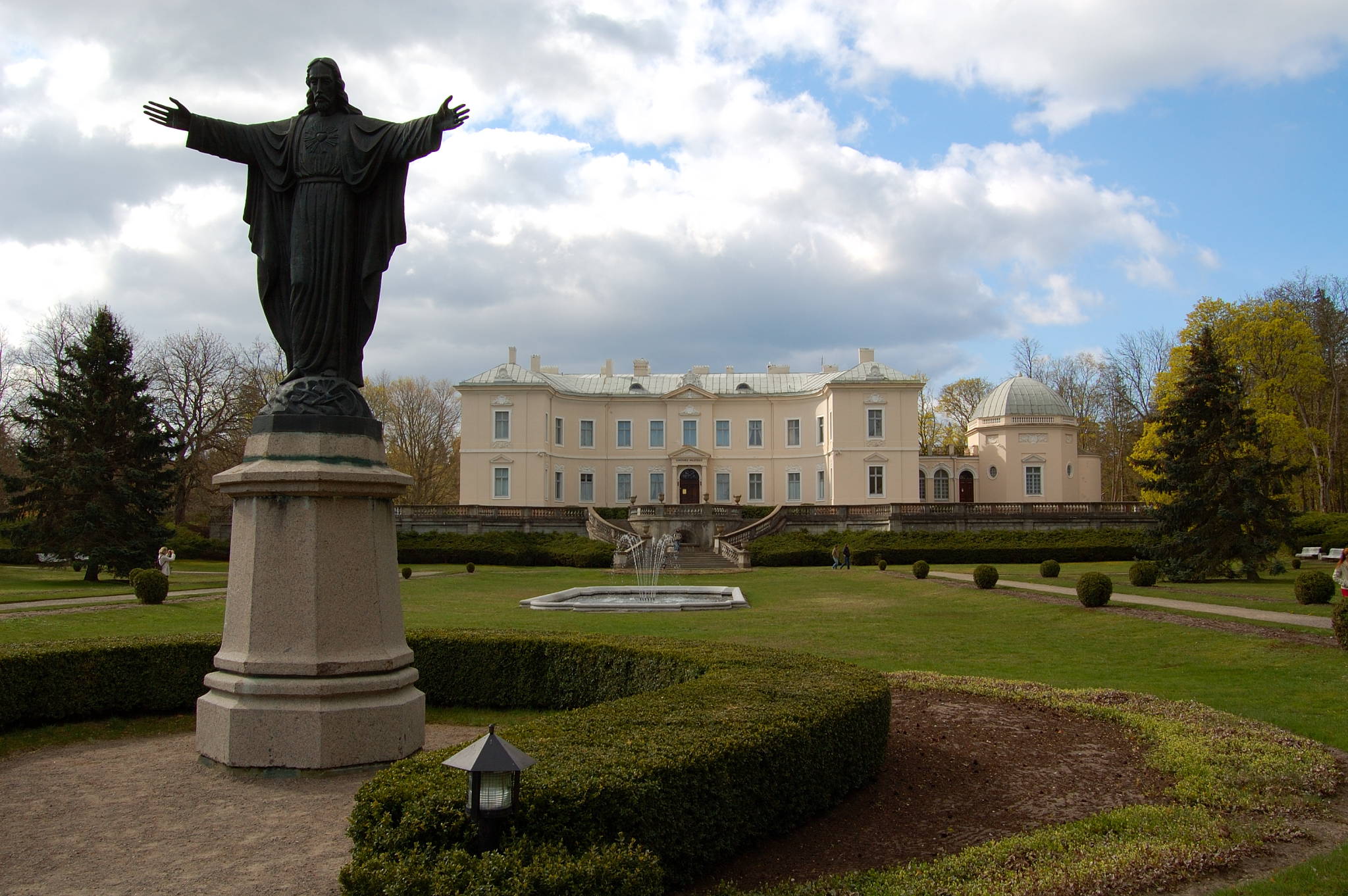
Скульптура Ісуса Христа
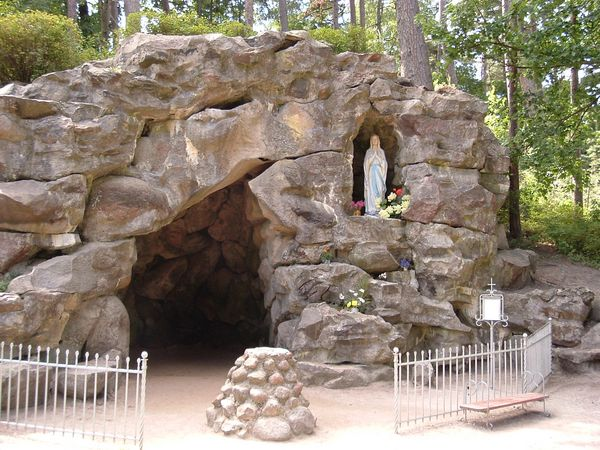
Грот
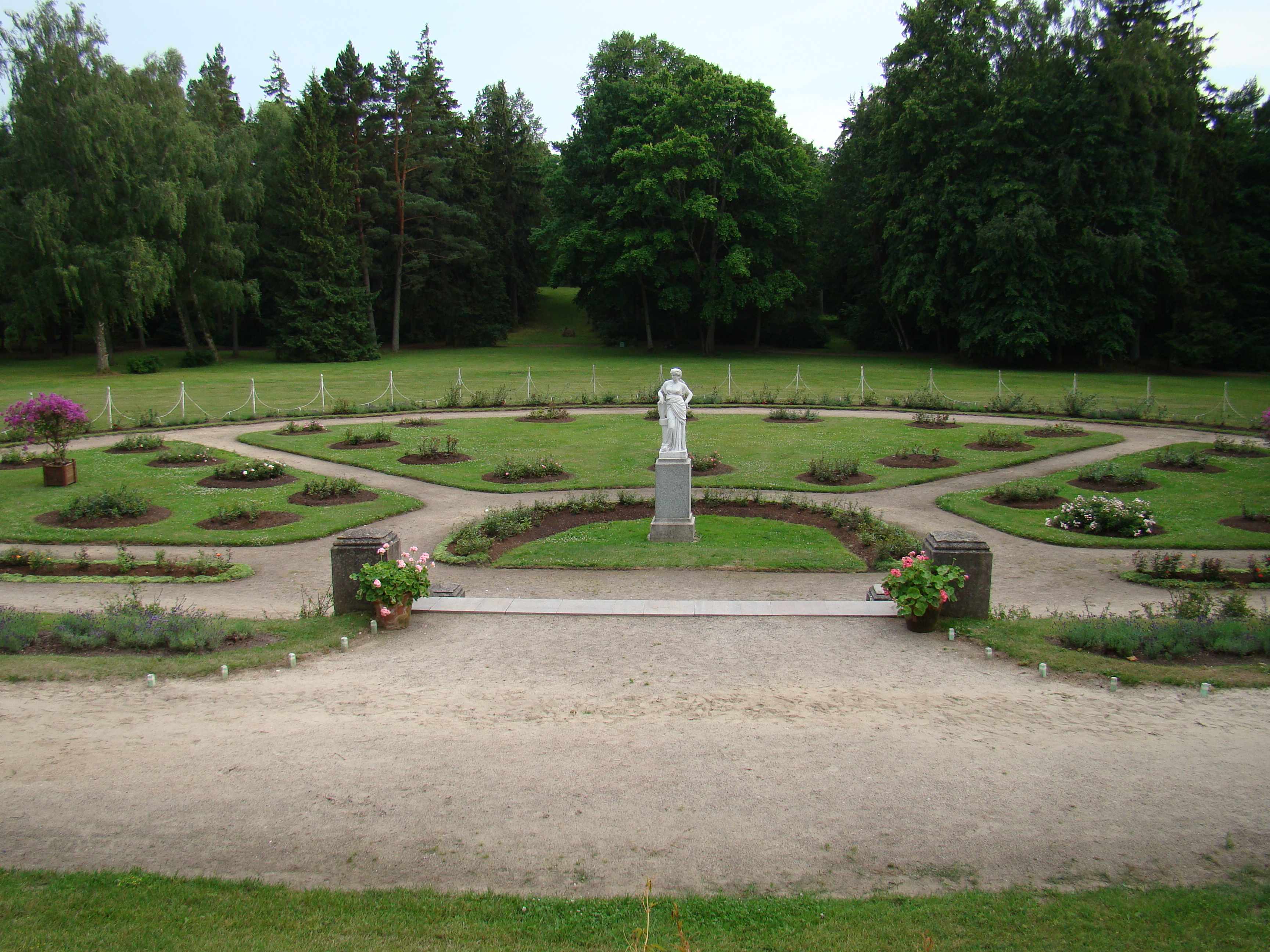
Паркова скульптура
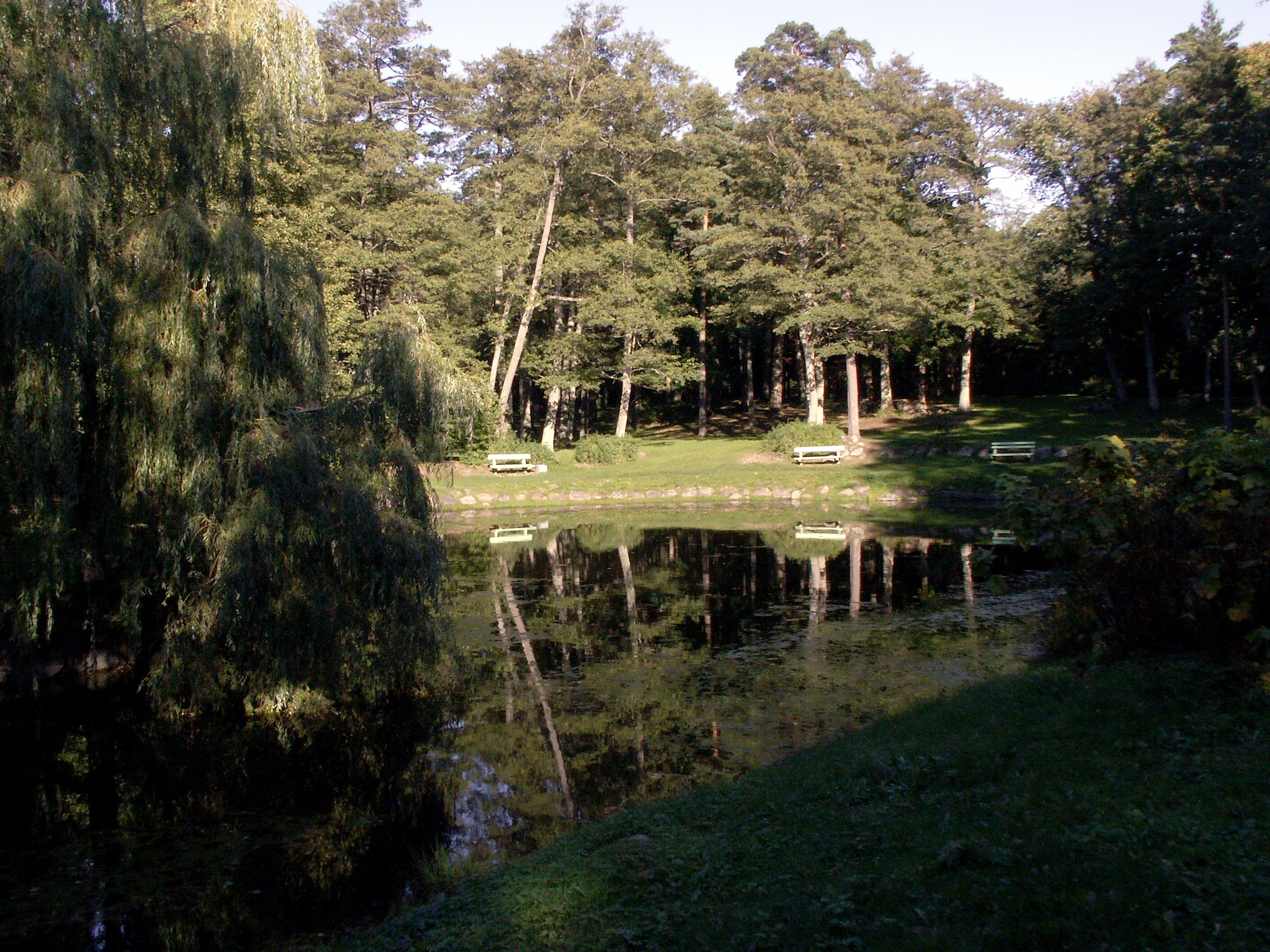
Ставок
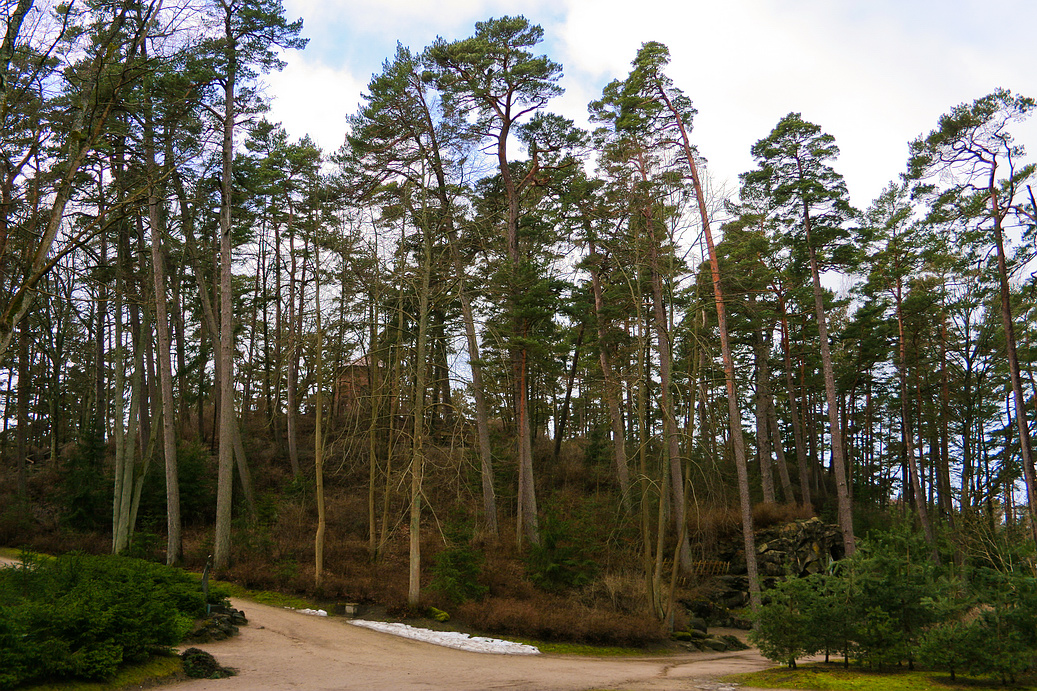
Гора Біруте навесні